# Fifty Million Frenchmen (comédie musicale)
Pour film de Lloyd Bacon, voir Fifty Million Frenchmen.
Fifty Million Frenchmen « a musical comedy tour of Paris » est une comédie musicale américaine en deux actes sur un livret d'Herbert Fields, paroles et musique de Cole Porter. L'œuvre, créée en 1929 a été jouée 254 fois à Broadway puis a été adaptée au cinéma en 1931 (Fifty Million Frenchmen) et en 1934 avec Bob Hope (Paree, Paree (en)).

## Argument
À Paris en juin 1929, trois jeunes amis de condition aisée installés au bar de l'hôtel Ritz font un pari : Peter doit séduire Looloo, une jeune femme inconnue installée au bar, puis annoncer son mariage avec elle dans un délai d'un mois. Mais une condition est posée : Peter, qui est fortuné, doit faire croire à la belle qu'il est de condition modeste et donc doit travailler et ne vivre que sur son seul salaire, ce qui démontrera qu'elle l'épouse par amour.

## Rôles
- Mr and Mrs Carroll couple de riches de l'Indiana
- Looloo Carroll, leur fille
- Joyce Wheeler, amie d'enfance de Looloo
- Peter Forbes étudiant
- Michael Cummins étudiant
- Billy Baxter étudiant
- Violette Hildegarde, une aventurière
- May Devere, une actrice
- Louis Pernasse, directeur de l'hôtel Claridge

## Numéros musicaux
| Acte I - Ouverture - You do something to me - The American express - You've got that thing - Find me a primitive man - I worship you - Do you want to see Paris - Where would you get your coat? - At Longchamp today - I'm in love - Please don't make me good - You don't know Paree | Acte II - Somebody's going to throw a big party - It isn't done - Let's step out - The tale of the oyster - I'm unlucky at gambling - Paree, what did you do to me? |